# Bukowina (Dywity)
Bukowina ist ein Ort in der polnischen Woiwodschaft Ermland-Masuren. Er gehört zur Gmina Dywity (Landgemeinde Diwitten) im Powiat Olsztyński (Kreis Allenstein).
Bukowina liegt am Westufer der Alle (polnisch Łyna) im Westen der Woiwodschaft Ermland-Masuren, zwölf Kilometer nordwestlich der Stadt Olsztyn (deutsch Allenstein).
Über die Geschichte der heutigen Osada leśna (= „Waldsiedlung“) lassen sich keine Belege ausmachen. Auch Hinweise auf eine deutsche Namensform vor 1945 fehlen. So ist es durchaus möglich, dass der kleine Ort erst nach 1945 entstanden ist. Er gehört heute zur Landgemeinde Dywity (Diwitten) im Powiat Olsztyński (Kreis Allenstein).
Kirchlich dürfte evangelischerseits ein Bezug zur Christus-Erlöser-Kirche in Olsztyn bestehen, katholischerseits zur Kirche in Brąswałd (Braunswalde).
Bukowina ist von Barkweda aus über einen Landweg zu erreichen. Bukwałd (Groß Buchwalde) ist die nächste Bahnstation an der Bahnstrecke von Olsztyn Gutkowo (Göttkendorf) nach Braniewo (Braunsberg), die allerdings im Abschnitt bis Dobre Miasto (Guttstadt) seit 2019 nicht (mehr) offiziell befahren wird.